# Campionatul Mondial de Cros din 1995
A 23-a ediție a Campionatului Mondial de Cros s-a desfășurat pe 25 martie 1995 la Durham, Marea Britanie. Au participat 619  sportivi din 58 de țări.

## Rezultate

### Masculin
| Loc   | Sportiv            | Timp  |
| ----- | ------------------ | ----- |
| 1     | Paul Tergat        | 34:05 |
| 2     | Ismael Kirui       | 34:13 |
| 3     | Salah Hissou       | 34:14 |
| 4     | Haile Gebrselassie | 34:26 |
| 5     | Brahim Lahlafi     | 34:34 |
| 6     | Paulo Guerra       | 34:38 |
| 7     | James Songok       | 34:41 |
| 8     | Simon Chemoiywo    | 34:46 |
| 9     | Todd Williams      | 34:47 |
| 10    | Martín Fiz         | 34:50 |
| [...] |                    |       |
| 116   | Nicolae Negru      | 36:58 |
| 175   | Dmitri Boguș       | 39:26 |

| Loc | Țară | Puncte                               |
| --- | --- | ------------------------------------ |
|     | Kenya Paul Tergat Ismael Kirui James Songok Simon Chemoiywo Julius Ondieki William Kiptum Simeon Rono Gideon Chirchir Dominic Kirui                | 62 1 2 7 8 15 29 (30) (67) (142)     |
|     | Maroc Salah Hissou Brahim Lahlafi Elarbi Khattabi Abdelaziz Sahere Hammou Boutayeb Mustapha Bamouh Abderrahim Zitouna Larbi Zéroual                | 111 3 5 11 12 39 41 (76) (NT)        |
|     | Spania Martín Fiz José Manuel García José Carlos Adán Antonio Serrano Alejandro Gómez Antonio Pérez Julio Rey Bartolomé Serrano Abel Antón         | 120 10 13 18 19 28 32 (36) (48) (78) |
| 4   | Portugalia Paulo Guerra António Pinto Domingos Castro José Regalo Carlos Monteiro Eduardo Henriques Joaquim Pinheiro Dionísio Castro José Santos   | 139 6 22 23 24 31 33 (45) (124) (NT) |
| 5   | Etiopia Haile Gebrselassie Ayele Mezegebu Addis Abebe Chala Kelele Ibrahim Seid Tegenu Abebe Tesgie Legesse Nigousse Urge Girma Tolla              | 169 4 21 26 27 37 54 (61) (73) (105) |
| 6   | Statele Unite ale Americii Todd Williams Bob Kennedy Brad Barquist Jim Westphal Dan Nelson Eric Morrison Keith Dowling John Trautmann Reuben Reina | 310 9 14 60 62 82 83 (88) (157) (NT) |

### Feminin
| Loc   | Sportivă            | Timp  |
| ----- | ------------------- | ----- |
| 1     | Derartu Tulu        | 20:21 |
| 2     | Catherina McKiernan | 20:29 |
| 3     | Sally Barsosio      | 20:39 |
| 4     | Margaret Ngotho     | 20:40 |
| 5     | Gete Wami           | 20:49 |
| 6     | Joan Nesbit         | 20:50 |
| 7     | Merima Denboba      | 20:53 |
| 8     | Rose Cheruiyot      | 20:54 |
| 9     | Albertina Dias      | 20:56 |
| 10    | Gabriela Szabo      | 20:57 |
| [...] |                     |       |
| 22    | Tudorița Chidu      | 21:19 |
| 23    | Elena Fidatov       | 21:20 |
| 29    | Iulia Negură        | 21:25 |
| 30    | Cristina Misaroș    | 21:25 |
| 85    | Daniela Bran        | 22:10 |

| Loc | Țară | Puncte                    |
| --- | --- | ------------------------- |
|     | Kenya Sally Barsosio Margaret Ngotho Rose Cheruiyot Catherine Kirui Hellen Kimaiyo Hellen Chepngeno          | 26 3 4 8 11 (17) (27)     |
|     | Etiopia Derartu Tulu Gete Wami Merima Denboba Askale Bereda Genet Gebregiorgis Getenesh Urge                 | 77 1 5 7 25 (26) (77)     |
|     | România · Gabriela Szabo · Tudorița Chidu · Elena Fidatov · Iulia Negură · Cristina Misaroș · Daniela Bran   | 84 10 22 23 29 (30) (85)  |
| 4   | Japonia Yukiko Okamoto Kanako Haginaga Naomi Sakashita Yuko Kawakami Masako Saito Atsumi Yashima             | 102 15 20 31 36 (56) (69) |
| 5   | Statele Unite ale Americii Joan Nesbit Olga Appell Gwynn Coogan Katy McCandless Liz Wilson Carmen Troncoso   | 111 6 14 37 54 (62) (67)  |
| 6   | Rusia Olga Bondarenko Alla Jileaeva Natalia Solominskaia Nadejda Tatarenkova Nina Belikova Viktoria Nenașeva | 116 13 28 32 43 (71) (90) |

### Juniori
| Loc   | Sportiv             | Timp  |
| ----- | ------------------- | ----- |
| 1     | Assefa Mezegebu     | 24:12 |
| 2     | Dejene Lidetu       | 24:14 |
| 3     | David Chelule       | 24:16 |
| 4     | Andrew Panga        | 24:19 |
| 5     | Philip Mosima       | 24:23 |
| 6     | Abreham Tsige       | 24:40 |
| 7     | Hezron Otwori       | 24:43 |
| 8     | Mark Bett           | 24:48 |
| 9     | Sammy Kipruto       | 24:58 |
| 10    | Christopher Kelong  | 25:02 |
| [...] |                     |       |
| 54    | Adrian Maghiar      | 26:33 |
| 102   | Ruslan Sukhodolskiy | 27:22 |

| Loc | Țară | Puncte                    |
| --- | --- | ------------------------- |
|     | Kenya David Chelule Philip Mosima Hezron Otwori Mark Bett Sammy Kipruto Christopher Kelong                      | 18 3 5 7 8 (9) (10)       |
|     | Etiopia Assefa Mezegebu Dejene Lidetu Abreham Tsige Lemma Bonsa Mizan Mehari Mohamed Awol                       | 25 1 2 6 16 (23) (30)     |
|     | Maroc Mohamed El Hattab Mohamed Amyn Abderrahman Chmaiti Abdelilah El Marrafe Abderrahim Goumri Ahmed Ezzobayry | 72 15 17 19 21 (25) (38)  |
| 4   | Japonia Hideaki Haraguchi Muneyuki Ojima Shinji Yamazaki Akira Kiniwa Hiroyuki Ogawa Noriyoshi Takasu           | 84 13 20 22 29 (40) (56)  |
| 5   | Algeria Miloud Abaoub Salem Messaoui Abdelghani Amraoui Lyes Ramoul Kamel Boulahfane Lahcene Slimani            | 150 31 32 37 50 (59) (86) |
| 6   | Africa de Sud John Morapedi Meck Mothuli Petros Sithole Aaron Gabonewe Richard Mncwabe Ephraim Mokhotu          | 156 11 33 43 69 (70) (83) |

### Junioare
| Loc   | Sportiv             | Timp  |
| ----- | ------------------- | ----- |
| 1     | Annemari Sandell    | 14:04 |
| 2     | Jebiwot Keitany     | 14:09 |
| 3     | Nancy Kipron        | 14:17 |
| 4     | Jepkorir Ayabei     | 14:21 |
| 5     | Birhan Dagne        | 14:25 |
| 6     | Anita Weyermann     | 14:25 |
| 7     | Alemitu Bekele      | 14:26 |
| 8     | Yimenashu Taye      | 14:27 |
| 9     | Elizabeth Cheptanui | 14:28 |
| 10    | Pamela Chepchumba   | 14:31 |
| [...] |                     |       |
| 22    | Ileana Dorca        | 15:00 |
| 29    | Denisa Costescu     | 15:15 |
| 31    | Cristina Iloc       | 15:17 |
| 38    | Claudia Burcă       | 15:21 |
| 42    | Maria Sângeorzan    | 15:23 |
| 54    | Ioana Oltean        | 15:32 |

| Loc | Țară | Puncte                    |
| --- | --- | ------------------------- |
|     | Kenya Jebiwot Keitany Nancy Kipron Jepkorir Ayabei Elizabeth Cheptanui Pamela Chepchumba Helen Kimutai         | 118 2 3 4 9 (10) (14)     |
|     | Etiopia Birhan Dagne Alemitu Bekele Yimenashu Taye Ayelech Worku Getenesh Tamirat                              | 31 5 7 8 11 (18)          |
|     | Japonia Chiemi Takahashi Miwa Sugawara Yoshiko Ichikawa Masako Chiba Ari Ichihashi Taeko Igarashi              | 56 12 13 15 16 (21) (23)  |
| 4   | Statele Unite ale Americii Jessica Frye Mary Cobb Julia Stamps Kortney Dunscombe Sally Glynn Heather Burroughs | 113 19 25 32 37 (43) (48) |
| 5   | România · Ileana Dorca · Denisa Costescu · Cristina Iloc · Claudia Burcă · Maria Sângeorzan · Ioana Oltean     | 120 22 29 31 38 (42) (54) |
| 6   | Regatul Unit Alice Braham Nicola Slater Beverley Gray Heidi Moulder Alison Outram Michelle Mann                | 133 20 27 30 56 (58) (78) |

## Clasament pe medalii
| Loc   | Țară     | Aur | Argint | Bronz | Total |
| ----- | -------- | --- | ------ | ----- | ----- |
| 1     | Kenya    | 5   | 2      | 3     | 10    |
| 2     | Etiopia  | 2   | 4      | 0     | 6     |
| 3     | Finlanda | 1   | 0      | 0     | 1     |
| 4     | Maroc    | 0   | 1      | 2     | 3     |
| 5     | Irlanda  | 0   | 1      | 0     | 1     |
| 6     | Spania   | 0   | 0      | 1     | 1     |
| 6     | Japonia  | 0   | 0      | 1     | 1     |
| 6     | România  | 0   | 0      | 1     | 1     |
| Total | Total    | 8   | 8      | 8     | 24    |